# Gabino Diego Solís
Gabino Diego Solís (Madrid; 18 de setembre de 1966), més conegut com a Gabino Diego, és un actor espanyol. Saltà a la fama després de rebre el premi Goya per la pel·lícula ¡Ay, Carmela!.

## Biografia
Va cursar els seus estudis a Madrid, i abans de finalitzar el batxillerat abandona davant la possibilitat que li ofereix Jaime Chávarri, a través de Cristina Rota, per a interpretar el seu primer treball al cinema. Des de sempre li va agradar la interpretació i la música, traient-se uns diners gràcies al seu treball cantant en el metro (on fins i tot la seva pròpia mare li va donar almoina), bé anés presentant-se a unes audicions.
En 1983 Jaime Chávarri li va encomanar el paper juvenil principal de Las bicicletas son para el verano ——el seu primer paper—, basat en l'obra teatral de Fernando Fernán Gómez. En ella Gabino havia d'expressar certa innocència que al llarg del metratge acabaria trencada a causa dels horrors de la guerra civil espanyola i la imminent detenció del seu pare, ideològicament afí a la II República. La seva interpretació va rebre algunes crítiques negatives.
Malgrat això Fernando Fernán Gómez li va donar una altra oportunitat a "El viaje a ninguna parte" (1986), on va encarnar al fill del personatge encarnat per José Sacristán, un noi que desaprova la professió del seu progenitor —còmic—, i que es veia obligat a acompanyar-li durant tota la gira, en el transcurs de la qual arribava a acceptar la figura paterna. També va intervenir en la sèrie de televisió Segunda enseñanza.
En 1988 va rodar "Amanece que no es poco" (Candidata al Goya per millor guió original, entre altres categories) de José Luis Cuerda. Es tracta d'una pel·lícula coral d'humor absurd, amb un guió surrealista replet de situacions d'humor delirant en un poble de la Serra d'Albacete. Gabino va passar en la Serra del Segura tot el rodatge, fins i tot va arribar a quedar-se més temps gaudint de les festes dels pobles i de la seva gent. Tant és així que en 2014 la localitat de Socovos, en agraïment pel temps que ha passat allí i les bones paraules que li dedica al poble i a la seva gent sempre que té ocasió, va ser convidat a l'obertura de la Fira d'agost i ell mateix va poder córrer la cortineta del Carrer de Gabino Diego en el seu honor.
En 1989 Carlos Saura li va donar l'oportunitat de la seva vida a "¡Ay, Carmela!", on es va posar en la pell d'un mut que recorria tots els racons d'una Espanya en plena contesa. Com a "Las bicicletas son para el verano", el seu personatge quedava ferit moralment després d'una traumàtica experiència: la mort de Carmela, una amiga que el va acollir quan ell no tenia res. L'Acadèmia de Cinema Espanyola el va recompensar amb el Goya al millor actor secundari i Nominació al Premi Félix de Cinema Europeu a la millor interpretació masculina, que Gabino va dedicar al llavors recentment mort Luis Escobar.
Després de l'èxit obtingut, Imanol Uribe li va permetre encarar un personatge històric, Felip IV, a "El rey pasmado" (1991), amb la que va obtenir la seva segona candidatura als Premis Goya. La seva composició de rei tanoca, que despertava als plaers del sexe gràcies a la trobada plaent amb una prostituta, el va consolidar en el panorama nacional

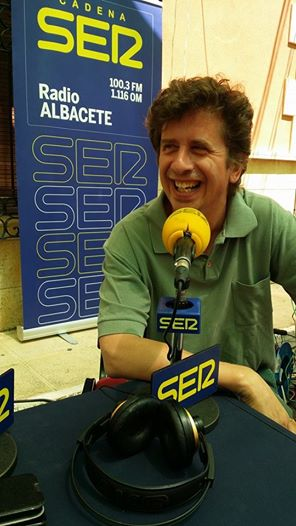
Gabino Diego a Socovos

El 1992 va participar en Tierno verano de lujurias y azoteas, on el va dirigir per segona vegada Jaime Chávarri, qui li va encomanar mantenir en la ficció un idil·li amb Marisa Paredes. Alhora va participar en Belle Époque, on va tornar a coincidir amb Fernando Fernán Gómez. En ella Gabino es va fer càrrec del personatge més extrem de l'obra: un jove abellot desvalgut, castrat afectivament per una mare possessiva i carlista que li provoca certa tendència a una autorepressió que al final de l'obra dona pas a un alliberament relatiu relacionat amb el seu intent de matrimoni amb una de les filles d'un home gran, Manuel.
Precisament aquesta imatge feble li va permetre accedir a un important paper a "Los peores años de nuestra vida" (Emilio Martínez Lázaro, 1994), si bé en aquesta ocasió va oferir una lleugera variant: Gabino continuava sent el feble del cinema espanyol, però també un ésser amb facilitat de paraula, generós, lúcid i que sabia acceptar la derrota; un jove al·lèrgic al treball estable, que es guanyava la vida com a professor d'anglès i acostumat a ser aquest algú especial amb qui somien les dones. La pel·lícula va suposar per a ell la seva quarta candidatura als Premis Goya, a més de quedar associat amb Jorge Sanz —l'actor que interpretava al seu germà— en la resta de la seva trajectòria.
En 1996 es va convertir en Santi, amant de Diana (Penélope Cruz) a "El amor perjudica seriamente la salud", on es posava al servei d'ella al llarg de trenta anys de la història d'Espanya, que el seu director, Manuel Gómez Pereira, contempla amb certa ironia. En ella va interpretar a un home perdudament enamorat d'una noia benestant a la que volia complaure i per l'amor de la qual abandonaria el seu lloc de treball com a grum per a convertir-se en pilot militar. Constantment humiliat, Diana li anunciava la seva paternitat al mateix temps que li impedia desenvolupar-la en efecte. Per aquestes dates va néixer la seva filla.
En 1998 protagonitza "La hora de los valientes" (Antonio Mercero), en la que el seu aparentment insignificant personatge es transformava en una persona heroica: Gabino volia desprendre's de la seva imatge preestablerta, qüestionant-la des dels seus fonaments més bàsics. La seva interpretació de Manuel, un jove republicà que salva els quadres de Goya dels bombardeigs de la guerra civil espanyola va ser recompensada amb una candidatura al Goya al millor actor.
En 2002, va participar en la taquillera Torrente 2: misión en Marbella de Santiago Segura. Amb anterioritat, ja havia realitzat un petit cameo en la primera part de la saga (Torrente, el brazo tonto de la ley), al costat de Jorge Sanz.
Des de 2005 ha enfocat la seva carrera vers el teatre amb obres com El apagón (2012) o Una noche con Gabino Diego (2013) aquesta última, molt lloada per la crítica.
En 2015 va participar al costat d'Antonio Garrido i Antonio Hortelano en la comèdia Nuestras mujeres, dirigida per Gabriel Olivares i basada en l'obra original d'Eric Assous.

## Filmografia parcial
| Any  | Títol                                 | Director                 |
| ---- | ------------------------------------- | ------------------------ |
| 1983 | Las bicicletas son para el verano     | Jaime Chávarri           |
| 1985 | El rollo de septiembre                | Mariano Ozores           |
| 1986 | El viaje a ninguna parte              | Fernando Fernán Gómez    |
| 1988 | Amanece, que no es poco               | José Luis Cuerda         |
| 1990 | ¡Ay, Carmela!                         | Carlos Saura             |
| 1991 | El rey pasmado                        | Imanol Uribe             |
| 1991 | La noche más larga                    | José Luis García Sánchez |
| 1992 | Supernova                             | Juan Miñón               |
| 1992 | Tierno verano de lujurias y azoteas   | Jaime Chávarri           |
| 1992 | Belle Époque                          | Fernando Trueba          |
| 1994 | Los peores años de nuestra vida       | Emilio Martínez Lázaro   |
| 1994 | Los hombres siempre mienten           | Antonio del Real         |
| 1995 | Así en el Cielo como en la Tierra     | José Luis Cuerda         |
| 1996 | Two Much                              | Fernando Trueba          |
| 1996 | El amor perjudica seriamente la salud | Manuel Gómez Pereira     |
| 1998 | Torrente, el brazo tonto de la ley    | Santiago Segura          |
| 1998 | Cha Cha Chá                           | Antonio del Real         |
| 1998 | La hora de los valientes              | Antonio Mercero          |
| 2001 | Pata negra                            | Luis Oliveros            |
| 2002 | Torrente 2: Misión en Marbella        | Santiago Segura          |
| 2002 | El oro de Moscú                       | Jesús Bonilla            |
| 2002 | La balsa de piedra                    | George Sluizer           |
| 2003 | Ekipo Ja                              | Juan Antonio Muñoz       |
| 2003 | Sangre de Cuba                        | Juan Gerard              |
| 2006 | Desde que amanece apetece             | Antonio del Real         |
| 2016 | Nuestros amantes                      | Miguel Ángel Lamata      |
| 2018 | Tiempo Después                        | José Luis Cuerda         |

## Televisió
- Segunda enseñanza. Dirigida per Pedro Masó (1986).
- Don Rock. Dirigida per Rafael Alcázar (1986).
- Gatos en el tejado. Dirigida per Alfonso Ungría (1987-88).
- Pero ¿esto qué es?. Dirigida per Hugo Stuven (1989).
- Tristán García. Dirigida per José Cermeño (1989).
- La huella del crimen 2: El crimen de Don Benito. Dirigida per Antonio Drove (1990).
- Presentació de Coca-Cola. Un año de Rock. CANAL + (1992).
- El huevo de Colón. Dirigida per Javier Gurruchaga (1992).
- Anuncio de Freixenet (1995).
- Videoclip El alma al aire de Alejandro Sanz (2001).
- Monòleg El club de la comedia (2005)
- Anunci de Freixenet (2005).
- Águila Roja (2015)

## Teatre
- La fuerza de la costumbre (1987)
- Catón (1989)
- Golfus de Roma (1993)
- Una noche con Gabino (2005)
- Los 39 escalones (2008)
- El apagón (2012)
- Nuestras mujeres (2015)[3]
- El intercambio (2016-2017)

## Premis i candidatures

### Premis Goya
| Any  | Categoria              | Pel·lícula                      | Resultat  |
| ---- | ---------------------- | ------------------------------- | --------- |
| 1998 | Millor actor           | La hora de los valientes        | Candidat  |
| 1994 | Millor actor           | Los peores años de nuestra vida | Candidat  |
| 1992 | Millor actor           | Belle Époque                    | Candidat  |
| 1991 | Millor actor           | El rey pasmado                  | Candidat  |
| 1990 | Millor actor secundari | ¡Ay, Carmela!                   | Guanyador |

### Fotogramas de Plata
| Any  | Categoria              | Pel·lícula/Muntatge                                                           | Resultat                 |
| ---- | ---------------------- | ----------------------------------------------------------------------------- | ------------------------ |
| 2005 | Millor actor de teatre | Una noche con Gabino                                                          | Guanyador                |
| 1994 | Millor actor de cinema | Los peores años de nuestra vida                                               | Candidat                 |
| 1993 | Millor actor de cinema | Tierno verano de lujurias y azoteas                                           | Semifinalista (1a ronda) |
| 1991 | Millor actor de cinema | El rey pasmado Fuera de juego La noche más larga La viuda del capitán Estrada | Candidat                 |
| 1990 | Millor actor de cinema | ¡Ay, Carmela!                                                                 | Candidat                 |

### Premis del Cinema Europeu
| ! Any | Categoria            | Pel·lícula    | Resultat |
| ----- | -------------------- | ------------- | -------- |
| 1990  | Millor actor europeu | ¡Ay, Carmela! | Candidat |

### Unión de Actores
| Any  | Categoria                                   | Pel·lícula                      | Resultat |
| ---- | ------------------------------------------- | ------------------------------- | -------- |
| 1994 | Millor interpretació protagonista de cinema | Los peores años de nuestra vida | Candidat |
| 1992 | Millor interpretació secundària de cinema   | Belle Époque                    | Candidat |